# Flavia
Flavia ist ein weiblicher Vorname.

## Herkunft und Bedeutung
Flavia ist die weibliche Form des römischen Gentilnomens Flavius, der sich von lateinisch flavus („gelb“ bzw. „blond“) ableitet.

## Namenstag
Namenstag ist der 7. Mai.

## Bekannte Namensträgerinnen
Römisches Reich
- Flavia Domitilla die Ältere († vor 69), Ehefrau von Kaiser Vespasian, siehe Domitilla die Ältere
- Flavia Domitilla die Jüngere (um 45–vor 69), Tochter von Kaiser Vespasian und Domitilla der Älteren, siehe Domitilla die Jüngere
- Flavia Domitilla (Tochter der jüngeren Domitilla) († um 100), christliche Märtyrerin und Heilige
- Flavia Titiana, Ehefrau von Kaiser Pertinax
- Flavia Maximiana Theodora, Ehefrau von Kaiser Constantius Chlorus

Neuzeit
- Flavia Bujor (* 1988), französische Schriftstellerin und Literaturwissenschaftlerin rumänischer Herkunft
- Flavia Caviezel (* 1964), Schweizer Ethnologin
- Flavia Company (* 1963), spanische Schriftstellerin
- Flavia Fortunato (* 1964), italienische Popsängerin sowie Fernseh- und Radiomoderatorin
- Flavia Guimaraes Bueno (* 1992), brasilianische Tennisspielerin
- Flavia Kleiner (* 1990), Schweizer Politaktivistin
- Flavia Kuratli (* 1996), Schweizer Unihockeyspielerin
- Flávia de Lima (* 1993), brasilianische Mittelstreckenläuferin
- Flavia Mastrella (* 1960), italienische Kurzfilmregisseurin und Künstlerin
- Flávia Oliveira (* 1981), brasilianische Radrennfahrerin
- Flavia de Oliveira (* 1983), brasilianisches Model
- Flavia Pennetta (* 1982), italienische Tennisspielerin
- Flavia Rentsch (* 1995), Schweizer Unihockeytorhüterin
- Flavia Rigamonti (* 1981), Schweizer Schwimmerin
- Flávia Saraiva (* 1999), brasilianische Turnerin
- Flavia Vinzens (* 1989), Schweizer Synchronsprecherin
- Flavia Wasserfallen (* 1979), Schweizer Politikerin (SP)

Sonstiges
- Porto Flavia